# Казас, Борис Ильич
Бори́с Ильи́ч Каза́с (14 [26] декабря 1861, Одесса, Херсонская губерния — 26 июня 1922, Евпатория, Крымская АССР) — доктор медицины, врач-универсал, гуманист, общественный деятель.
Владелец особняка на Набережной Горького в Евпатории.

## Биография
Родился в Одессе. Был вторым ребёнком в семье выпускника Санкт-Петербургского университета, караимского учителя Ильи Ильича Казаса (1832—1912). Мать — Бюбюш Бераховна Панпулова (1837—?), двоюродная сестра С. М. Панпулова и А. М. Гелеловича. В 1881 году с серебряной медалью окончил Симферопольскую мужскую казённую гимназию. Решив получить высшее образование, поступает на медицинский факультет Харьковского университета, который оканчивает в 1886 году. Медицинскую практику проходит в Симферополе под руководством доктора Н. Н. Бетлинга. В 1887 году переезжает в село Юзово Бахмутского уезда Екатеринославской губернии (ныне город Донецк) и занимает должность помощника лекаря в больнице при заводе НРО, где в течение 10 лет работает под руководством доктора медицины П. И. Гольдгаара.
В 1895 году успешно защитил написанную в Юзовке докторскую диссертацию «О величине давления, производимого на глаз в момент выведения хрусталика при экстракции катаракты». Затем два года проходил стажировку за границей. В 1904 году занял должность старшего врача и заведующего в евпаторийской земской больнице. В том же году был избран членом Таврического земства, работал врачом при уездной земской управе. Совместно с доктором Г. А. Галицкой на песчаном берегу моря оборудовал лечебный пляж «Санитас». Как один из авторов методики грязелечения в 1901 году вместе с врачом М. М. Ефетом стал совладельцем Мойнакской грязелечебницы и «лиманных заведений».
Борис Ильич много лет был председателем думы в Евпатории, председателем Евпаторийской ассоциации медиков. Поэт и писатель Илья Сельвинский в романе «О юность моя» вспоминает о Казасе:
Казас один из тех легендарных врачей, которые не только лечат бедняков бесплатно, но ещё снабжают их лекарствами и деньгами.
Во время гражданской войны Борис Ильич чудом избежал гибели: «прибывшие в Евпаторию матросы арестовали его, заключили под стражу и собирались расстрелять, и лишь вмешательство горожан, потребовавших немедленно отпустить Б. И. Казаса, спасло ему жизнь».
В Евпаторийском музее ему посвящён стенд, одна из улиц города носит его имя. Во время эпидемии сыпного тифа Казас работал до полного истощения сил, заразился сыпным тифом. Борис Ильич Казас умер 26 июня 1922 года, оставив о себе память как о легендарном докторе и человеке с большой буквы. От сыпного тифа тогда же умерла и его дочь Ольга.
Проживал Б. И. Казас в одной из четырёх квартир собственного двухэтажного дома на Новой Набережной (им. Горького) в Евпатории.

## Память
- Улица Казаса в Евпатории[8].